# 珍珠隱帶麗魚
珍珠隱帶麗魚，為輻鰭魚綱鱸形目隆頭魚亞目慈鯛科的其中一種，分布於南美洲Arapiuns河流域，體長可達4.4公分，生活在淺水處，生活習性不明。

## 擴展閱讀
維基物種上的相關：珍珠隱帶麗魚